# Klešťanka velká
Klešťanka velká (Corixa punctata) je druh ploštice z čeledi klešťankovitých. Vyskytuje se ve vodním prostředí – ve stojatých vodách s porostem, kde se živí vysáváním buněk z vodních řas.
Tělo je podlouhlé bez postranních vyniklých rohů na štítu, na hřbetě málo klenuté, bodec má krátký. Jednotlivé páry nohou jsou uzpůsobeny k různým funkcím (mají jiný tvar): první využívá klešťanka k zachycení kořisti, na chodidlech nejsou drápky; druhý pár slouží k přidržování pod vodou, je tenký a dlouhý s chodidla jsou opatřena drápky; třetí pár je veslovací s koncovým drápkem na chodidle. Na štítu se nachází 15 až 20 nepravidelných žlutých příčných linek, které na některých místech splývají. Střední holeně nejsou na konci vykrojené. Délka je mezi 13 a 15 mm.
Páří se po přezimování a vajíčka klade na vodní rostliny.